# Leo Lanckoroński
Leo Graf Lanckoroński, vollständiger Name Leo Maria Ludwig Heinrich Carl Graf von Lanckoroński (* 25. März 1884 in Mauschwitz, Oberschlesien; † 9. Mai 1967 in Frankfurt am Main) war ein deutscher Richter, Photograph und Übersetzer.

## Leben
Leo Graf Lanckoroński wuchs zunächst auf dem Gut der Familie in Mauschwitz auf, musste aber im Alter von acht Jahren auf Grund finanzieller Schwierigkeiten des Vaters mit den Eltern in eine Mietskaserne in Breslau ziehen. Nach dem Abitur studierte er an der Universität Breslau Rechtswissenschaft. Das erste Staatsexamen legt er nach einer einjährigen Unterbrechung durch einen Aufenthalt in Lausanne 1906 ab. 1907 wurde er in Breslau zum Dr. iur. promoviert. Unmittelbar danach erkrankte er an Lungentuberkulose, weshalb er sein zweites Staatsexamen erst 1914 ablegte. Nach erster Berufstätigkeit als Staatsanwalt in Frankfurt am Main und Hechingen wurde er 1921 Richter am Amtsgericht Frankfurt am Main.
1923 heiratete er die aus einer Frankfurter jüdischen Familie stammende Maria Wertheimber-de Bary (1896–1978). Wegen dieser Eheschließung wurde er 1937 von den Nationalsozialisten zwangsweise in den Ruhestand versetzt. In der Zeit der erzwungenen beruflichen Untätigkeit verfasste Lanckonski Werke zur Numismatik und übersetzte italienische Sonette in die deutsche Sprache.
Im Juli 1945 wurde er von der amerikanischen Militärregierung aus dem Ruhestand zurückgerufen und als Präsident des Amtsgerichts in Frankfurt eingesetzt. In dieser Position blieb er bis zur endgültigen Erreichung der Altersgrenze 1949.
Für seine Tätigkeit wurde er 1953 mit dem Bundesverdienstkreuz ausgezeichnet.

## Veröffentlichungen (Auswahl)
- Beitraege zur Lehre von der Dereliktion und Okkupation. R. Noske, Breslau 1907 (= Dissertation).
- Der sehr vergebliche Tod des sehnsuchtsreichen Sebaldus. Wolf Albrecht Adam, Hannover 1923.
- mit Maria Lanckoroński: Schönes Geld der alten Welt. Heimeran, München 1935.
- mit Maria Lanckoroński: Gravelot in London. In: Philobiblon, Jg. 10 (1938), S. 97–113.
- mit Maria Lanckoroński: Maler-Beiträge in Stammbüchern des 18. Jahrhunderts. In: Philobiblon, Jg. 10 (1938), S. 417–442.
- mit Karl Kerényi und Maria Lanckoroński: Der Mythos der Hellenen in Meisterwerken der Münzkunst. Pantheon, Amsterdam/Leipzig 1941.
- mit Maria Lanckoroński: Das Römische Bildnis in Meisterwerken der Münzkunst. Pantheon, Amsterdam/Basel/Antwerpen 1944.
- Photographieren. Ein Steckenpferd. Heimeran, München 1948.
- Gesegnete Mahlzeit. Die kulinarischen Lehrjahre des Beda von Müller. Heimeran, München 1951 (= Autobiographie)
- mit Maria Lanckoroński: Mythen und Münzen. Griechisches Geld im Zeichen griechischen Glaubens. Heimeran, München 1958.